# アナトーリー・クワシュニン
アナトーリー･クワシュニン（アナトリー・クワシニン、ロシア語: Анатолий Васильевич Квашнин, ラテン文字転写: Anatolii Vasil'evich Kvashnin, 1946年8月15日 - 2022年1月7日）は、ロシア連邦の軍人。上級大将。在チェチェン統合連邦軍集団司令官、ロシア連邦軍参謀総長を歴任。

## 生涯
バシキール自治ソビエト社会主義共和国ウファ市出身。1968年軍事技師専攻でクルガン機械製造大学を卒業。後に装甲戦車兵アカデミー、参謀本部アカデミーを卒業。
1969年中尉として軍に召集。1971年職業軍人に志願。戦車中隊、連隊、師団、軍を指揮。
1993年8月から1995年2月まで参謀本部作戦総局副総局長、第一副総局長。
1994年12月から1995年2月まで、在チェチェン統合連邦軍集団司令官。1995年2月から北カフカーズ軍管区司令官。
1997年5月23日ロシア連邦軍参謀総長代行、6月19日から参謀総長・国防第一次官。同年11月25日、上級大将に昇進。
2000年6月からロシア連邦安全保障会議議員。2004年9月からシベリア連邦管区大統領全権代表を兼務。2010年9月9日シベリア連邦管区大統領全権を解任。
2022年1月7日、2019新型コロナウイルス感染症（COVID-19）によりモスクワに於いて逝去。75歳没。